# Zlatníky-Hodkovice
Zlatníky-Hodkovice jsou obec v okrese Praha-západ ve Středočeském kraji. Leží asi šestnáct kilometrů jižně od centra Prahy. Žije zde přibližně 1 400 obyvatel.

## Historie
První písemné zmínky o částech obce pocházejí z let 1300 (Slatnick) a 1314 (Hotkowicz).
Již od prvních zmínek měly obě vsi stejné majitele. Těmi v letech 1300 a 1314 byli pražští patricijové Dětřich a Konrád Velfovicové, kteří též postavili tvrz ve Zlatníkách. Později vsi vlastnili Bohuše probošt litoměřický a Smil, bratři z Pardubic. V roce 1356 obě vsi předali svatovítské kapitule výměnou za jiné vesnice. V roce 1397 byl držitelem Zlatníků Vítek z Černčic, probošt kolegiátní kapituly při staroměstském kostele svatého Jiljí. V roce 1420 vsi zkonfiskovali pražané, v roce 1438 staroměstská rada určila jejich důchody jako záduší pro kostely svatého Jiljí, svatého Martina ve zdi a Betlémské kaple. Starému Městu pražskému patřily až do roku 1547, kdy byly zkonfiskovány ve prospěch české královské komory. V roce 1625 daroval císař Ferdinand II. kostel svatého Jiljí včetně zádušních vsí dominikánům. V jejich držení zůstaly vsi až do zřízení obcí v roce 1850.
Za základě katastrální mapy z roku 1841 došli historici k názoru, že celá ves Zlatníky byla původně opevněna hradbami s baštou a branou, jejichž zbytky byly v polovině 19. století považovány za zbytky tvrze.
Obec Hodkovice byla od zřízení obcí v roce 1850 samostatnou obcí v okrese Jílové, od roku 1869 byla osadou obce Břežany v okrese Karlín, v letech 1880–1910 osadou obce Dolní Břežany v okrese Královské Vinohrady, v letech 1921–1930 opět samostatnou obcí v okrese Jílové, v roce 1950 obcí v okrese Praha-východ, v letech 1961–1999 osadou obce Zlatníky v okrese Praha-západ. Od 1. února 1999 byla celá obec Zlatníky přejmenována na Zlatníky-Hodkovice.
V roce 2009 vznikl severozápadně od Zlatníků z nepotřebné zeminy zbylé při stavbě pražského okruhu kopec Kamínek.
V obci Zlatníky (504 obyvatel, katol. kostel) byly v roce 1932 evidovány tyto živnosti a obchody: biograf Sokol, cihelna, obchod s drůbeží, rolnické družstvo pro zužitkování mléka, 2 hostince, kolář, kovář, krejčí, pekař, pokrývač, 3 rolníci, 2 řezníci, 2 obchody se smíšeným zbožím, spořitelní a záložní spolek pro Zlatníky, stavební družstvo, studnař, 2 trafiky, truhlář, zámečník.
Ve vsi Hodkovice (268 obyvatel) byly v roce 1932 evidovány tyto živnosti a obchody: cihelna, drůbežárna, 2 hostince, 2 kováři, 2 rolníci, řezník, obchod se smíšeným zbožím, 2 švadleny, trafika, velkostatek, zahradnictví.

## Obyvatelstvo
| Rok            | 1869 | 1880 | 1890 | 1900 | 1910 | 1921 | 1930 | 1950 | 1961 | 1970 | 1980 | 1991 | 2001 | 2011  | 2021  |
| -------------- | ---- | ---- | ---- | ---- | ---- | ---- | ---- | ---- | ---- | ---- | ---- | ---- | ---- | ----- | ----- |
| Počet obyvatel | 615  | 606  | 619  | 570  | 655  | 634  | 798  | 610  | 641  | 651  | 705  | 768  | 903  | 1 287 | 1 436 |
| Počet domů     | 83   | 84   | 86   | 87   | 103  | 104  | 144  | 159  | 169  | 171  | 175  | 207  | 267  | 402   | 453   |

## Obecní správa

### Územněsprávní začlenění
Dějiny územněsprávního začleňování zahrnují období od roku 1850 do současnosti. V chronologickém přehledu je uvedena územně administrativní příslušnost obce v roce, kdy ke změně došlo:
- 1850 země česká, kraj Praha, politický okres Jílové, soudní okres Jílové[10]
- 1850 země česká, kraj Praha, politický okres Jílové, soudní okres Jílové
- 1855 země česká, kraj Praha, soudní okres Jílové
- 1868 země česká, politický okres Karlín, soudní okres Jílové
- 1884 země česká, politický okres Královské Vinohrady, soudní okres Jílové[11]
- 1921 země česká, politický okres Královské Vinohrady expozitura Jílové, soudní okres Jílové[12]
- 1925 země česká, politický i soudní okres Jílové[13]
- 1939 země česká, Oberlandrat Praha, politický i soudní okres Jílové[14]
- 1942 země česká, Oberlandrat Praha, politický okres Praha-venkov-jih, soudní okres Jílové[15]
- 1945 země česká, správní i soudní okres Jílové[16]
- 1949 Pražský kraj, okres Praha-východ[17]
- 1960 Středočeský kraj, okres Praha-západ
- 2003 Středočeský kraj, obec s rozšířenou působností Černošice

### Části obce
Obec Zlatníky-Hodkovice se skládá ze dvou částí na dvou katastrálních územích:
- Hodkovice (k. ú. Hodkovice u Zlatníků)
- Zlatníky (k. ú. Zlatníky u Prahy)

V katastrálním území Zlatníky u Prahy leží i část vesnice Hodkovice. Český statistický úřad k 15. říjnu 2008 rozdělil základní sídelní jednotku Zlatníky na dva díly: Zlatníky díl 1 odpovídá vymezení dosavadní ZSJ Zlatníky a spadá do katastrálního území Zlatníky u Prahy a části obce Zlatníky. Zlatníky díl 2 patří do části obce Hodkovice a jejího číslování domů, avšak do katastrálního území Zlatníky u Prahy. Části obcí tedy neodpovídají hranicím katastrálních území.

### Obecní symboly
Znak a vlajka byly obci uděleny rozhodnutím předsedy Poslanecké sněmovny Parlamentu České republiky dne 27. února 2004.

## Doprava

### Dopravní síť
Pozemní komunikace – Katastrem obce prochází několik silnic různých kategorií.
- Dálnice D0 (Pražský okruh), na níž v obci není žádný nájezd. Na území obce leží dálniční křižovatka s Vesteckou spojkou, vyúsťující mimo katastr obce.
- Krajská okružní silnice II. třídy č. 101, která obcí prochází ve svém jižním úseku Praha-Zbraslav – Dolní Břežany – Zlatníky – Jesenice – Říčany.
- Krajská silnice III. třídy č. 00314 Hodkovice – Dolní Břežany
- Krajská silnice III. třídy č. 00315 Dolní Břežany – Libeř – Radlík – Sulice – Mandava
- Krajská silnice III. třídy č. 10114 Vestec – Hodkovice – Zlatníky – Libeň – Okrouhlo

Železnice – Železniční trať ani stanice na území obce nejsou.

### Veřejná doprava
Autobusová doprava – Obec obsluhují příměstské linky PID.
- Linka 341 v trase Praha-Modřany – Dolní Břežany – Hodkovice – Zlatníky – Libeř – Jílové u Prahy zajišťuje základní dopravní obslužnost obce. V Dolních Břežanech navazuje na páteřní linku 333 ve směru Praha-Kačerov.
- Linka 331 v trase Praha-Opatov – Vestec – Hodkovice – Zlatníky – Dolní Břežany – Zálepy slouží k dopravnímu propojení vědeckých center Dolnobřežanska a obci nabízí přímé spojení s oblastí Jižního Města.
- Školní linka 762 v trase (Dolní Břežany –) Zlatníky-Hodkovice – Jesenice zajišťuje spojení k jesenické škole z oblasti Dolních Břežan a Zlatník-Hodkovic a k dolnobřežanské škole z oblasti Jesenice. Odpolední krátké spoje navazují ve Zlatníkách-Hodkovicích na linku 341.
- Noční linka 960 s jedním párem spojů v trase identické s linkou 341. Linka navazuje v Praze-Modřanech na noční tramvaj.

Historie PID v obci
- 1. července 1998 byla obec integrována do systému Pražská integrovaná dopravy, a to linkami 341 a 342. Názvy zastávek zpočátku začínaly názvem obce „Zlatníky a Hodkovice“ se spojkou „a“,[20] která byla teprve v roce 2003 nahrazena spojovníkem.[21] Od doby zavedení PID se názvy zastávek postrádají údaj, které zastávky se nacházejí ve Zlatníkách a které v Hodkovicích. Zastávky následují v pořadí „Zlatníky-Hodkovice, Břežanská“, „Zlatníky-Hodkovice, Slunečná“, „Zlatníky-Hodkovice, u prodejny“ (jednosměrná), „Zlatníky-Hodkovice, náves“ a na lince 341 směrem do Jílového u Prahy ještě „Zlatníky-Hodkovice, u hasičárny“.[20] Autobusové linky PID zde zajišťoval ČSAD Praha-Vršovice a. s., pak doprava přešla na transformovanou firmou Connex Praha s. r. o., která se přejmenovala na Veolia Transport Praha, poté Arriva Praha a v roce 2017 Arriva City.
- V roce 2012 v obci zastavovaly příměstské autobusové linky 341 Praha, Obchodní náměstí – Jílové u Prahy, náměstí (denně mnoho spojů), 442 Zlatníky-Hodkovice, náves – Jesenice (6 spojů tam a 8 zpátky) a noční linka 610 Praha, Obchodní náměstí – Zlatníky-Hodkovice, náves (1 pár spojů). (dopravce Veolia Transport Praha, s. r. o).
- V roce 2018 v obci zastavuje příměstská autobusová linka 341 Praha, Obchodní náměstí – Jílové u Prahy (denně mnoho spojů) a stejná linka na trase Praha, Obchodní náměstí – Jesenice (denně mimo víkendy 6 spojů tam a 8 zpátky. Linka 342 Praha, Obchodní náměstí – Jesenice byla zrušena v rámci trvalých změn některých linek PID 11. prosince 2011. Linka 342 byla v úseku Praha, Obchodní náměstí – Zlatníky-Hodkovice, náves nahrazena linkou 341 a dál směrem do Jesenice linkou 442. Linka 442 byla zrušena v rámci trvalých změn PID 11. prosince 2016 a byla sloučena s linkou 341. Potom zde zastavuje noční linka 960 která jede ze zastávky Obchodní náměstí a končí ve stanici Zlatníky-Hodkovice, Náves (oproti lince 341 má jinou trasu) . Linky jsou začleněny do tarifu Pražské integrované dopravy. Na území obce se nacházejí (postupně od Prahy) zastávky (vždy začínají Zlatníky-Hodkovice): Břežanská, Slunečná, U prodejny ( zastávka „U prodejny“ pouze ve směru Jílové u Prahy), Náves a U hasičárny a všechny jsou zařazeny do tarifního pásma 1. Dopravce těchto autobusových linek je Arriva City.

## Pamětihodnosti
Farní kostel svatého Petra a Pavla ve Zlatníkách byl poprvé zmíněn roku 1377. V části Zlatníky se na návsi nachází novorománský kostel sv. Petra a Pavla z roku 1857, postavený na místě staršího, z něhož zůstalo zachováno jen přízemí věže.